# Françoise Malaprade
Pour les articles homonymes, voir Malaprade.
Françoise Malaprade, née le 17 mai 1934 à Nancy et morte le 28 septembre 2024 à Saint-Nicolas-de-Port, est une artiste peintre française. Spécialisée en art mural, elle participe entre 1959 et 1989 à l’ornementation de bâtiments, dont certains sont toujours visibles dans les rues de Nancy et en Lorraine ; puis elle se consacre à une recherche picturale personnelle.

## Biographie

### Enfance et formation
Françoise Malaprade naît à Nancy, en Lorraine. Elle grandit près du quartier de la Place Stanislas, non loin de l’école de chimie où se trouve le laboratoire de son père, Léon Malaprade, auteur de la réaction qui porte son nom.
Très tôt, elle prend goût aux livres et aux images. Un ouvrage sur Chardin et son œuvre attise sa sensibilité artistique. Elle admire également les œuvres de Vélasquez, Botticelli, Giotto, et plus généralement les œuvres de la renaissance. Ses premiers « chocs » artistiques sont « Le chant du coq » de Brancusi ; puis le travail de Chagall, qu’elle voit chez Aimé Maeght à Paris.
En 1952, elle intègre l’école des Beaux-Arts de Nancy et suit la formation de base jusqu’en 1955. À partir de cette date et jusqu’en 1959, elle se spécialise dans l’art monumental et en apprend les diverses techniques : fresque, vitrail, mosaïque, tapisserie, peinture, papiers collés. Elle étudie d’abord avec Robert Wogensky, élève de jean Lurçat, puis – demeurée seule de sa promotion – avec Albert Lenormand, qui a notamment participé à la décoration de l’église Saint-Rémy de Baccarat. Elle côtoie alors des artistes qui marquent la création en Lorraine, comme Camille Hilaire, André Wahl, Daniel Meyer, Jacquorlande Sinapi et, en dehors de l’école, Nicole Gauthier, Denise Romanini-Aragon et Marguerite Jacquot, élèves de Victor Prouvé.

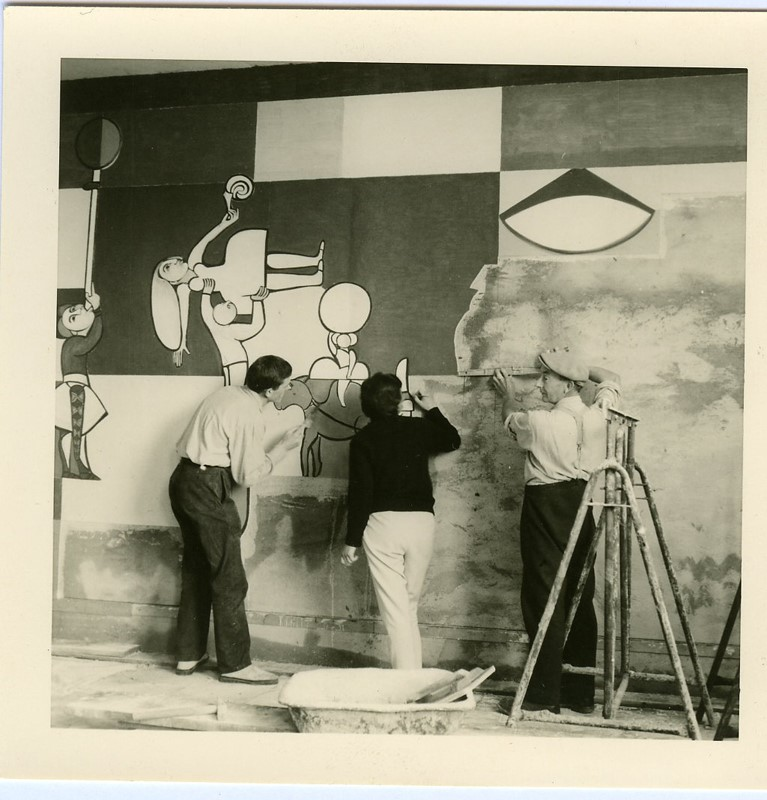
1963 - La fresque du CREPS en cours de réalisation

Très rapidement, en 1963, elle reçoit une commande au titre du 1% culturel des constructions publiques. L’architecte Jacques Haenel est chargé du projet d’aménagement du Centre Régional d'Éducation Populaire et de Sport (CREPS) de Lorraine sur le site de l’ancienne chocolaterie d’Essey-lès-Nancy. Il fait appel à Françoise Malaprade pour intervenir sur le grand mur du Foyer, lieu de détente et de loisir des sportifs en formation,.
Dans l’esprit de l’artiste, cette première œuvre sera une sorte de sortie de thèse, l’aboutissement de sa formation : elle choisit de peindre ce mur de 3,20 mètres de hauteur par 6,50 mètres de longueur « à fresque », selon la technique traditionnelle fresque lissée sur mortier frais, dans un style contemporain. Le thème retenu, « la FÊTE » tente de faire lien entre l’activité de l’établissement qui consiste à former des sportifs, l’espace de détente choisi pour accueillir l’œuvre – où se tiennent parfois des spectacles – et les influences de l’époque : Léger, Picasso, Braque pour la peinture, le jazz band pour la musique.
Cette réalisation implique pour Françoise Malaprade de retrouver la technique ancienne appliquée par les Maîtres de la Renaissance ; elle est assistée dans cette tâche par Henri Schrepfer, entrepreneur, qui choisit M. Montagne, maçon expérimenté. Ce dernier prépare le mortier et l’applique sur la portion de mur à peindre ; l’artiste décalque les motifs et peint. Claude Schrepfer - son mari - incorpore la couleur par lissage.

### La période Béton
- De 1960 à 1980[3] : ses relations avec le milieu de l’architecture lui permettent de réaliser de nombreuses animations de murs grâce au béton armé. Ces années béton l’autorisent à développer de nouvelles mises en œuvre pour valoriser ce matériau et ce grâce à l’instigation d’un collaborateur de l’architecte Henri Prouvé, Claude Schrepfer, élève architecte dont la démarche est concrétisée par Bernard Guyot, élève ingénieur.
- 1966 : Centre paroissial Notre Dame des Pauvres - Nancy[4],[5] : la première réalisation se situe au Haut du Lièvre, l’un des nouveaux quartiers de Nancy. Le projet est confié à Dominique Louis, architecte dont la production garde une place majeure dans l’architecture d’après-guerre à Nancy. L’église est composée d’une nef circulaire, un baptistère et une chambre des morts[6]. Ces espaces distincts sont reliés par des couloirs que Françoise Malaprade est chargée d’animer sur les thèmes respectifs de « l’histoire de l’Église » et « Requiem ». Il s’agit de bas-reliefs obtenus au moyen de mortier, appliqué dans les vides laissés par des panneaux de polystyrène expansé découpés puis cloués sur les murs et les plafonds, sur une surface de 75 mètres carrés environ[7],[8],[9].

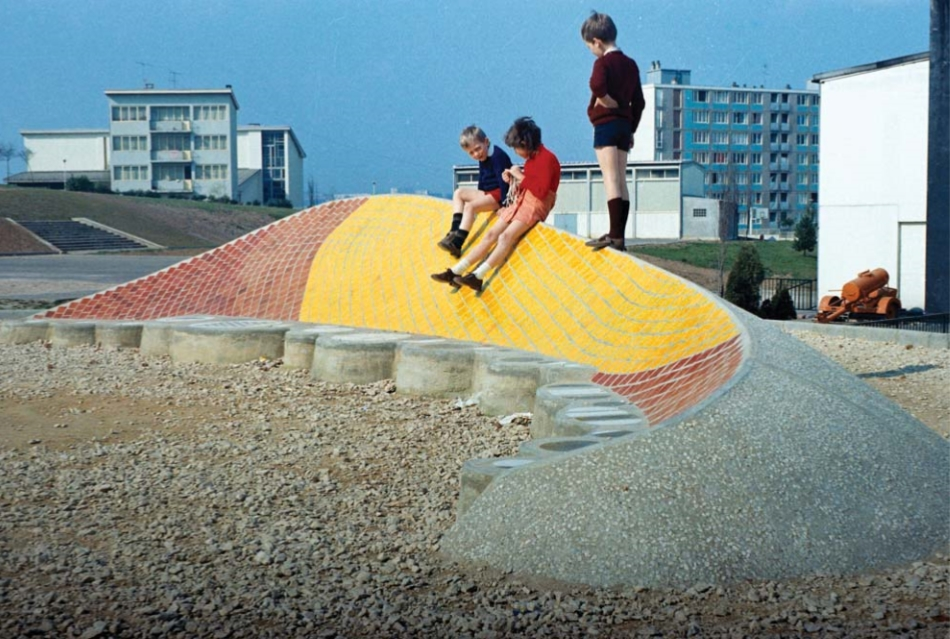
Période béton - 1970 - Le canapé-jeux du groupe scolaire Pierre-Brossolette.

- 1969 : Centre Paroissial Saint-François d’Assise[10] – Vandœuvre-lès-Nancy : Dans le cadre du projet confié à l’architecte Henri Prouvé[11], elle reçoit commande pour animer les façades de la chapelle annexe de l’église, sur le thème de la vie de Saint-François. La décoration de ces surfaces est obtenue par des panneaux préfabriqués en béton armé coulés à plat sur un fond de moule. Les motifs sont obtenus par des réservations en polystyrène expansé découpé. L’ensemble est constitué de 29 panneaux de 3 mètres de hauteur et de 1,70 mètre de largeur. Ce centre paroissial est inscrit depuis le 04 octobre 2012 à l’inventaire des monuments historiques[12].
- Groupe scolaire Jeanne d’Arc, Vandœuvre-lès-Nancy[13] : Architectes : Baudoin et Lejzerzon. Utilisant la même technique, animation de l’ensemble des façades au moyen de 62 éléments en béton moulé de 2 mètres par 2 mètres, intégrant une macro mosaïque en grès émaillé à dominante rouge et blanc.
- Groupe scolaire Bichat-Niederbronn, Lunéville[13]: Architecte : Fernand Costes. Deux faces du mur écran décoratif à l’entrée des garçons. Thème : « Ulysse , odyssée chant XXI vers 404 à 423 » ; dimensions 2,20 mètres de hauteur, 4,60 mètres de longueur, 20 cm d’épaisseur multiplié par 2. Béton armé coulé sur place par l’entreprise Ramelli.
- 1972 : direction des PTT, 3 boulevard Joffre – Nancy : Architecte : Henri Prouvé. Ensemble comportant des allèges de fenêtres et un mur de soutènement. Bas-reliefs coulés sur place dans des coffrages en polystyrène expansé sculpté à l’aide d’une panne chauffée avec un courant électrique, représentant 250 mètres carrés de surface. Illustration du thème du message. Rappel du rôle qu’ont joué les pigeons voyageurs.
- 1974 : Musée Pierre-Noël de Saint-Dié-des-Vosges : Architecte : Aldo Travaglini. Reprise du procédé de moulage du béton en béton blanc pour animer 3 façades. Le lieu est proche de la cathédrale, non loin de l’usine Claude-et-Duval créée par  Le Corbusier. Thème : « la promenade », « le banquet » et « garder, préserver ». Dimensions : 78 éléments de 2,50 mètres de hauteur par 1,22 mètre de largeur[14].
- 1979-1980 : Cité Judiciaire de Nancy : Architectes : Biro et Fernier. Traitement de la passerelle, accès principal de la cité. 164 éléments préfabriqués dont la couleur rappelle l’aspect de la lave ; moules en polystyrène expansé très élaborés, sur le thème : « TOUT HOMME EST L’HOMME ». Assistant : Paul Schrepfer, alors étudiant à l'École d'architecture de Nancy.
- 1982 : direction de la SNCF, viaduc Kennedy – Nancy : Architecte : Jean-Luc André. Dans la même ligne d’intervention plastique dans l’espace public, Françoise Malaprade conçoit un motif « domino » béton gris et brique qui s’intègre dans le projet architectural. Moules par Cini. Thème : « jeux »[15]. Assistant : Paul Schrepfer, alors étudiant à l'École d'architecture de Nancy.

### Tapisseries
À la suite de ces commandes qui décorent l’extérieur des bâtiments – et grâce à sa formation qui l’a conduite avec Albert Lenormand à fréquenter les Ateliers Pinton au moment d’aborder la technique de la tapisserie–, viennent les commandes pour orner certains murs à l’intérieur des édifices. Le choix de la technique traditionnelle de la tapisserie s’impose, ainsi que celui de la manufacture Pinton à Felletin dans la Creuse pour son savoir-faire sur métier basse-lisse.
- 1980 « La Fête Républicaine » : Dimensions : 2,85 mètres de hauteur, 9,25 mètres de longueur, salle du conseil Municipal de l’Hôtel de Ville de Vandœuvre-lès-Nancy. Cette tapisserie a été inscrite au titre des monuments historiques le 16 juin 2022[18].
- 1982-1983 « Disons l’homme immortel au foyer de l’instant »[19] : Dimensions : 2,75 mètres de hauteur, 6 mètres de longueur. Bureau du préfet, préfecture de Meurthe-et-Moselle[20].
- 1985-1987 « Lux Mea Lex » ou la toile d’Épinal[21] : Dimensions : 7,20 mètres de hauteur, 5 mètres de largeur. Hall d’honneur de la Chambre régionale des comptes de Lorraine, Épinal. Toile obtenue sur un métier Jacquard de l’ESITE d’Épinal.
- 1987-1988 « Histoire de la Lorraine tournée vers l’Europe » : Dimensions : 1,50 mètre de hauteur, 17 mètres de longueur. Salle du conseil de Nancy Métropole, actuellement.
- 1989 « Liber » : Dimensions 2,41 mètres de hauteur, 1,13 de largeur. Bureau du Président, Hôtel de Région des Pays de la Loire, à Nantes.

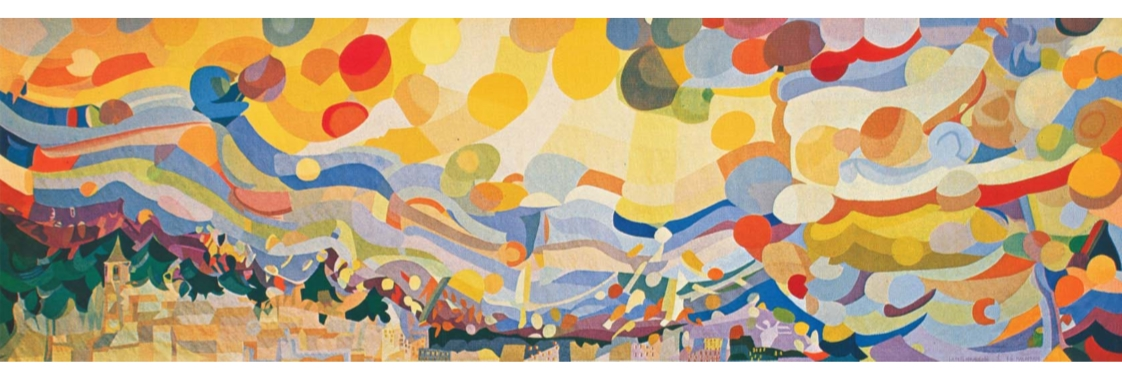
1978-79 - Tapisserie : la fête républicaine.

### Peinture

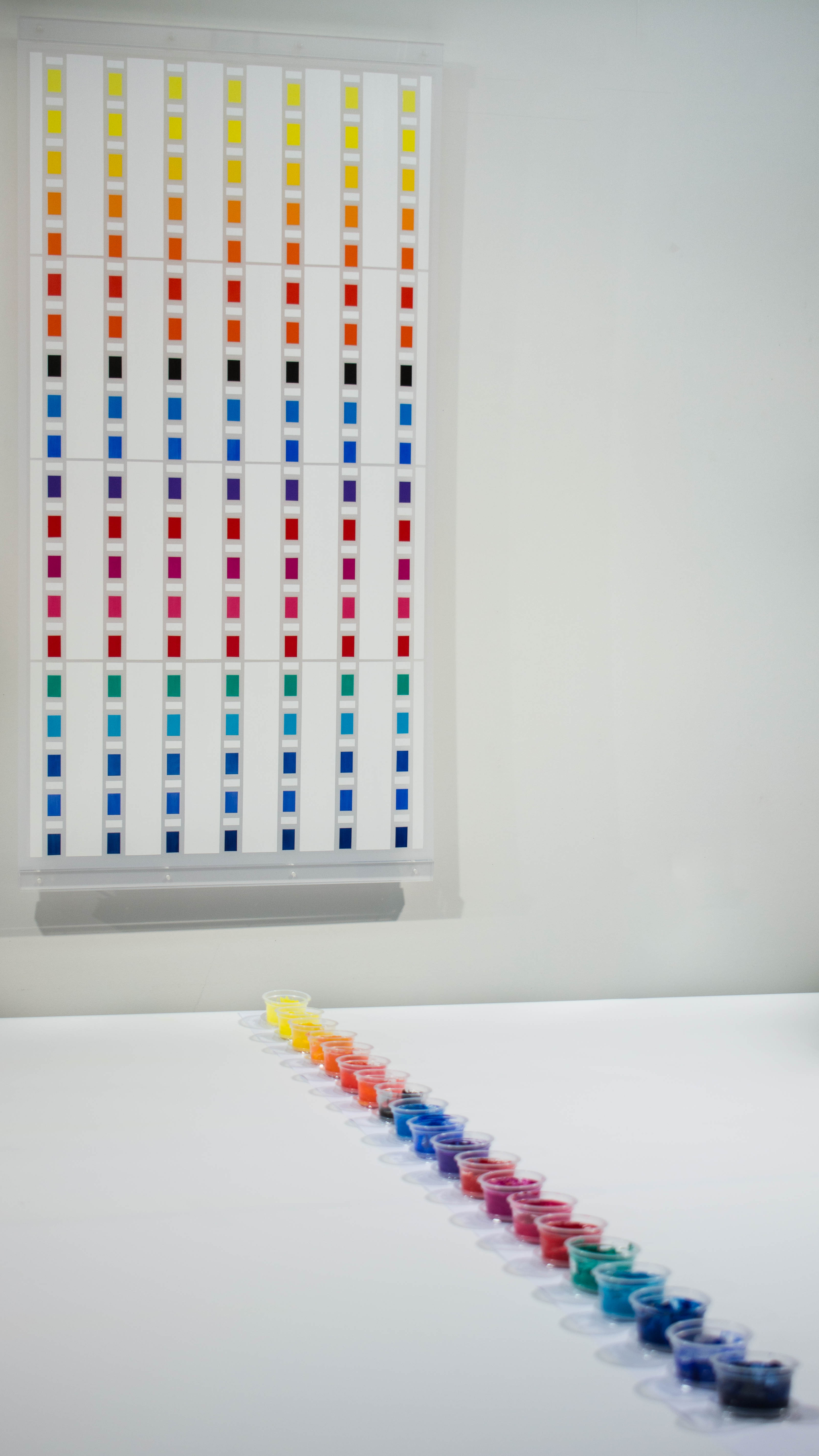
2018 malaprade ICI, MAI et sa palette

Françoise Malaprade pratique à l’école des Beaux Arts les techniques de l’huile et de la gouache. En 1955, elle découvre son aptitude à traiter la couleur et en 1960, elle décide de poursuivre une recherche picturale utilisant la couleur comme moyen d’expression. Ce projet est régulièrement suspendu par les commandes d’art mural. Au cours de l’été 1989, l’artiste décide de se consacrer à cette recherche sans plus l’interrompre et de trouver une galerie qui l’accueille pour soutenir sa démarche. Elle fréquente régulièrement galeries et foires d’arts et se tient au courant de l’évolution de la peinture à l’étranger.
Dans son art, la couleur tient une grande place, tout comme le support dont elle se sert pour valoriser davantage le travail de la couleur. « à l’origine de la vie, il y a la couleur, à l’origine de ma vie, il y a la couleur. » Elle remet alors en question le métier de peintre, le format, le support, la technique… et en novembre 1991, c’est le premier résultat : pour le support, elle utilisera le film polyester mat ou brillant ; pour le format, elle s’appuiera sur le Modulor de  Le Corbusier, pour la couleur, le système acrylique. Tout est trouvé mais tout reste à prouver ; elle s’engage donc dans un intense travail de production. Le polyester, choisi pour son caractère mince, léger, transparent et neutre, permet de peindre à la fois le recto et le verso. Les couleurs, appliquées par juxtaposition sur le support, se complètent ainsi tout en conservant leur nature et leur valeur propre. La technique crée un effet d’échange entre les couleurs, qui peuvent apparaître par reflet ou demeurer cachées, mais une fois connues elles restent inoubliables.
En 1993, Françoise Malaprade rencontre Claude Dorval de la Galerie Saint Charles de Rose lors d’une entrevue à la FIAC. Elle lui consacre un article dans le premier numéro de « L’art construit… aujourd’hui », dont l’éditorial est alors rédigé par Serge Galerneau. C’est à cette même période, en avril 1993, que Françoise Malaprade rencontre Denise René. Celle-ci lui propose de l’accueillir dans ses galeries. Elle participera à la FIAC à plusieurs reprises, entre 2004 et 2011, ainsi qu'à Art Basel, entre 2005 et 2012. Les résultats de ses recherches sont également présentés par Rémy Mathiot de la Galerie Cour Carrée à Nancy, en 1998 avec Jean Legros et Aurelie Nemours, en 1999 avec Vera Molnár, en 2001 avec le mobilier de Jean Prouvé, puis en 2003 à Paris avec les œuvres fluo, faisant le lien en Allemagne avec les galeristes Blanka Heineken et Linde Hollinger-Maerz.
En 2012, Françoise Malaprade fait évoluer sa peinture en choisissant de travailler sur polyester maté, qui permet de peindre encore plus efficacement sur le recto et le verso du film. Les résultats de cette nouvelle méthode sont présentés à Zurich par Jack Meyer à la Galerie La Ligne, en particulier l’œuvre « Blanc Tricolore ». Cette œuvre, de dimensions 118,9 x 42 cm, est blanche sur son recto, tandis que le verso décline le bleu, le jaune et le rouge. Les événements terroristes de janvier 2015 inspirent la déclinaison « Black Blanc Beur, c’est la France » de cette peinture. De dimensions 113 x 43 cm, l’œuvre présente un recto ou le blanc est remplacé par les couleurs « noire, blanche, beur » mais le verso est composé des couleurs « bleu, blanc, rouge », qui se reflètent nettement sur le mur.

### Décès
Françoise Schrepfer-Malaprade meurt à Saint-Nicolas-de-Port le 28 septembre 2024 à l'âge de 90 ans,.

## Œuvres dans l'espace public

### À Nancy et dans la Métropole du Grand-Nancy
- 1968 : Chapelle de la Vierge des Pauvres – rue Dominique Louis, Nancy
- 1969 : Église Saint-François-d'Assise de Vandœuvre-lès-Nancy
- 1969 : Groupe Scolaire Jeanne d’Arc – Allée de Fribourg –	Vandœuvre-lès-Nancy[36]
- 1972 : Collège Monplaisir – Vandœuvre-lès-Nancy
- 1972 : direction des PTT – 3 boulevard Joffre, Nancy
- 1973 : groupe Scolaire du Charmois – Vandœuvre-lès-Nancy
- 1974 : Centre Commercial des Nations – Vandœuvre-lès-Nancy
- 1979 - 1980 : Passerelle de la Cité Judiciaire – Nancy
- 1981 : entrée de la salle des fêtes Bernie Bonvoisin – Vandœuvre-lès-Nancy
- 1982 : Direction Régionale de la SNCF – Viaduc Kennedy, Nancy

### En Lorraine
- 1968 : Ulysse, entrée garçons du groupe scolaire Bichat-Niederbronn –	Lunéville
- 1974 : Musée Pierre-Noël de Saint-Dié-des-Vosges
- 1976 : Muret-banc, entrée de la Bibliothèque – Vincey
- 1976 : Lycée technique – Longwy

## Expositions

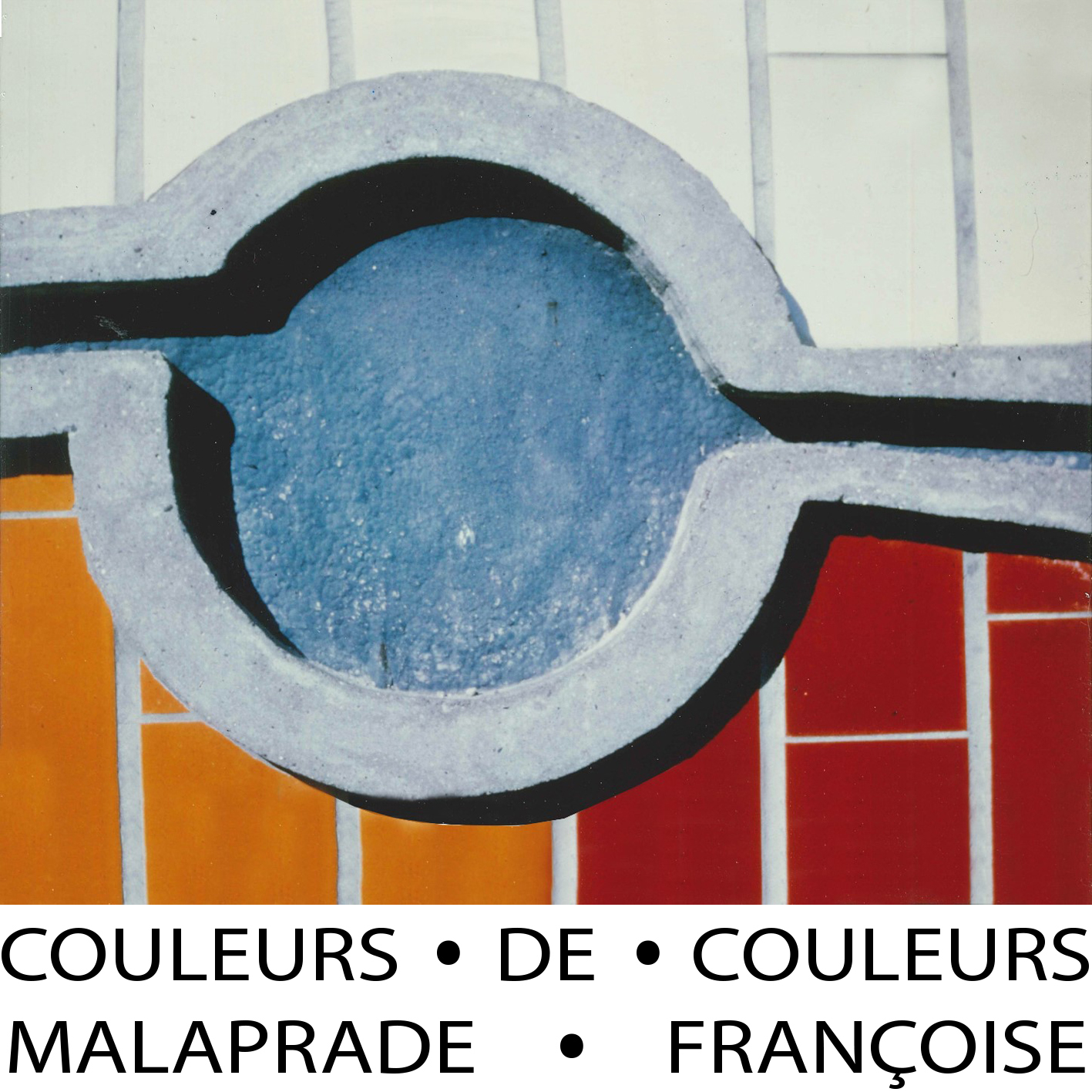

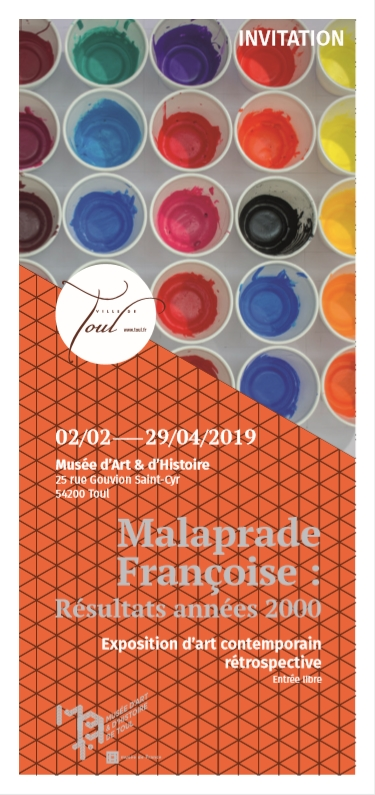

- Galerie Cour Carrée, Paris, sous la direction de Rémy Mathiot de 1991 à 2003. Expositions du 4 au 29 septembre 2001[37], (P)[38]. (Également avec Aurelie Nemours et Vera Molnár.
- Galerie Denise René, sous la direction de Denise René, Paris, de 1991 à juillet 2012 27 mars au 26 avril 1997[39], 29 janvier au 21 mars 2009[39],[40]. Également avec des œuvres de Jesús-Rafael Soto, Victor Vasarely [41]
- März galerien, sous la direction de Linde Hollinger et Blanka Heinecke, de 1997 à 2008, Ladenburg et Mannheim du 04 mars au 16 avril 2000, du 12 juin au 18 juillet 2004, du 03 juin au 08 juillet 2007 ;
- März galerie, sous la direction Blanka Heinecke, de 2008 à octobre 2018, Mannheim du 04 au 31 juillet 2015 [42], du 04 juin au 23 juillet 2016 [43],[44], du 06 au 30 juin 2018.
- Galerie Espace Suisse Strasbourg, sous la direction de Geneviève Sam Amavih, du 11 janvier au 10 mars 2001 (avec Hans Joachim Malle)
- Galerie La Ligne, Zurich, sous la direction de Jack Meyer, juillet 2015 exposition avec Serena Amrein et Ruth Senn, du 12 décembre 2015 au 27 février 2016, exposition collective dans le cadre du dixième anniversaire de la galerie. Œuvres exposées de Sonia Delaunay, Ludwig Wilding, Aurelie Nemours, Christian Megert, Vera Molnár, Dario Perez-Flores, Ode Bertrand, Gerhard Frömel, MCB Adde, Hellmut Bruch, Marie-Thérèse Vacossin, Horst Linn, Hanna Roeckle, Sigurd Rompza, Ueli Gantner, Karin Käppeli-von Bülow, John Carter, Serena Amrein, Haruhiko Sunagawa, Ruth Senn, Francesco Pignatelli, Axel Malik.
- Office du tourisme de Nancy - place Stanislas, avec l'accord de Denise René, de juin à octobre 2012, de juin à octobre 2013 et de mai à septembre 2014.
- Résultat années 2000 - Musée d'Art et d'Histoire de Toul - 2019[45].
- Couleurs de couleurs au Centre culturel André Malraux, scène nationale de Vandœuvre-lès-Nancy; du 3 au 24 septembre 2019[46],[47],[48].
- Oeuvres exposées au Musée des Beaux-Arts de Nancy du 3 juillet au 8 août 2021 dans le cadre de la 5ème édition de la manifestation 6 WEEKENDS D'ART CONTEMPORAIN[49],[50],[51].
- Galerie My monkey à Nancy : exposition du 3 juillet au 8 août 2021 dans le cadre de la 5ème édition de la manifestation 6 WEEKENDS D'ART CONTEMPORAIN.

## Foires
La galerie Denise René a présenté des œuvres de Françoise Malaprade aux foires suivantes :
- Art|Basel de 2002 à juillet 2012,
- FIAC de 2001 à 2011 ;

et notamment :
- Art|36|Basel du 15 au 20 juin 2005
- Foire internationale d'art contemporain (IAC) 2007 [52]
- FIAC 2008 [52]
- FIAC 2009 [52]
- FIAC 2010 [52]
- Art|41|Basel du 16 au 20 juin 2010.
- Art|43|Basel du 14 au 17 juin 2012.

Les galeries März galerien et März galerie ont présenté des œuvres de Françoise Malaprade aux galerientage de Mannheim - Spire et aux foires de Karlsruhe (2013).

## Citation
Susana Galego Cuesta, directrice du Musée des Beaux-Arts de Nancy : « Grande muraliste nancéienne, dont certaines œuvres ornent encore l’espace public, Françoise Malaprade conduit depuis quatre décennies une recherche picturale intense et exigeante. La couleur, sa lumière, son rythme, sa texture, sont les éléments structurants d’un langage qui s’est épuré au fil du temps. Maîtresse de ses moyens, elle privilégie le polyester, un matériau atypique, comme support de sa peinture. Il lui permet de jouer avec les transparences et faire réverbérer la matière. Aux côtés des meubles de Jean Prouvé, ses œuvres prolongent la réflexion sur la rigueur et sur l’inventivité qui s’exprime dans un univers de formes volontairement restreint. »

## Hommage
Lors de sa séance du 14 octobre 2024, le Conseil municipal de Vandoeuvre-les-Nancy a décidé de donner le nom Françoise Schrepfer-Malaprade à la salle du conseil dans laquelle est suspendue la tapisserie intitulée La fête républicaine. Une cérémonie a été organisée le dimanche 13 juillet 2025 pendant laquelle une plaque a été dévoilée.

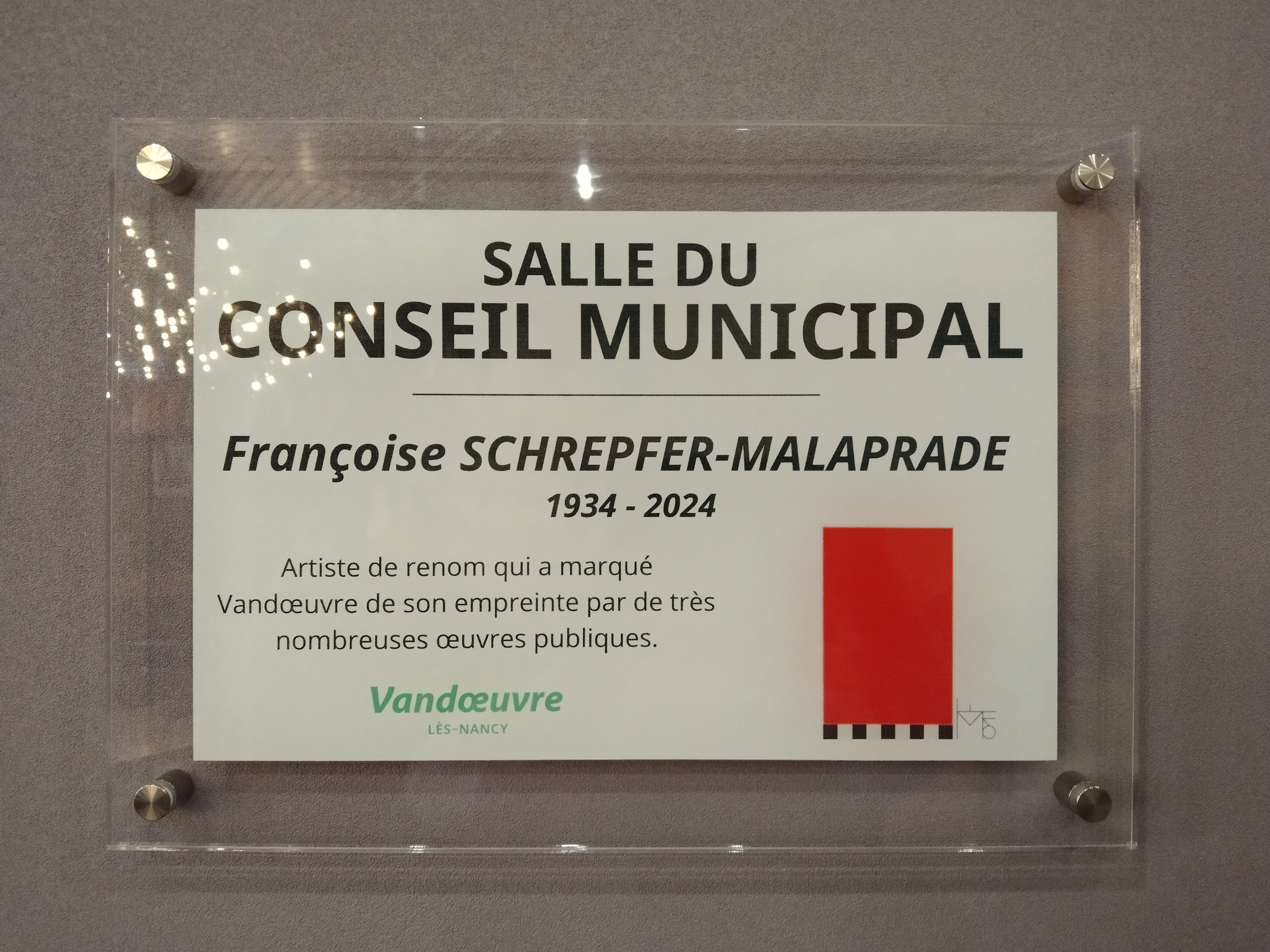
Plaque située dans la salle du Conseil municipal de Vandoeuvre-lès-Nancy et dévoilée lors d'une cérémonie le 13 juillet 2025

## Voir aussi

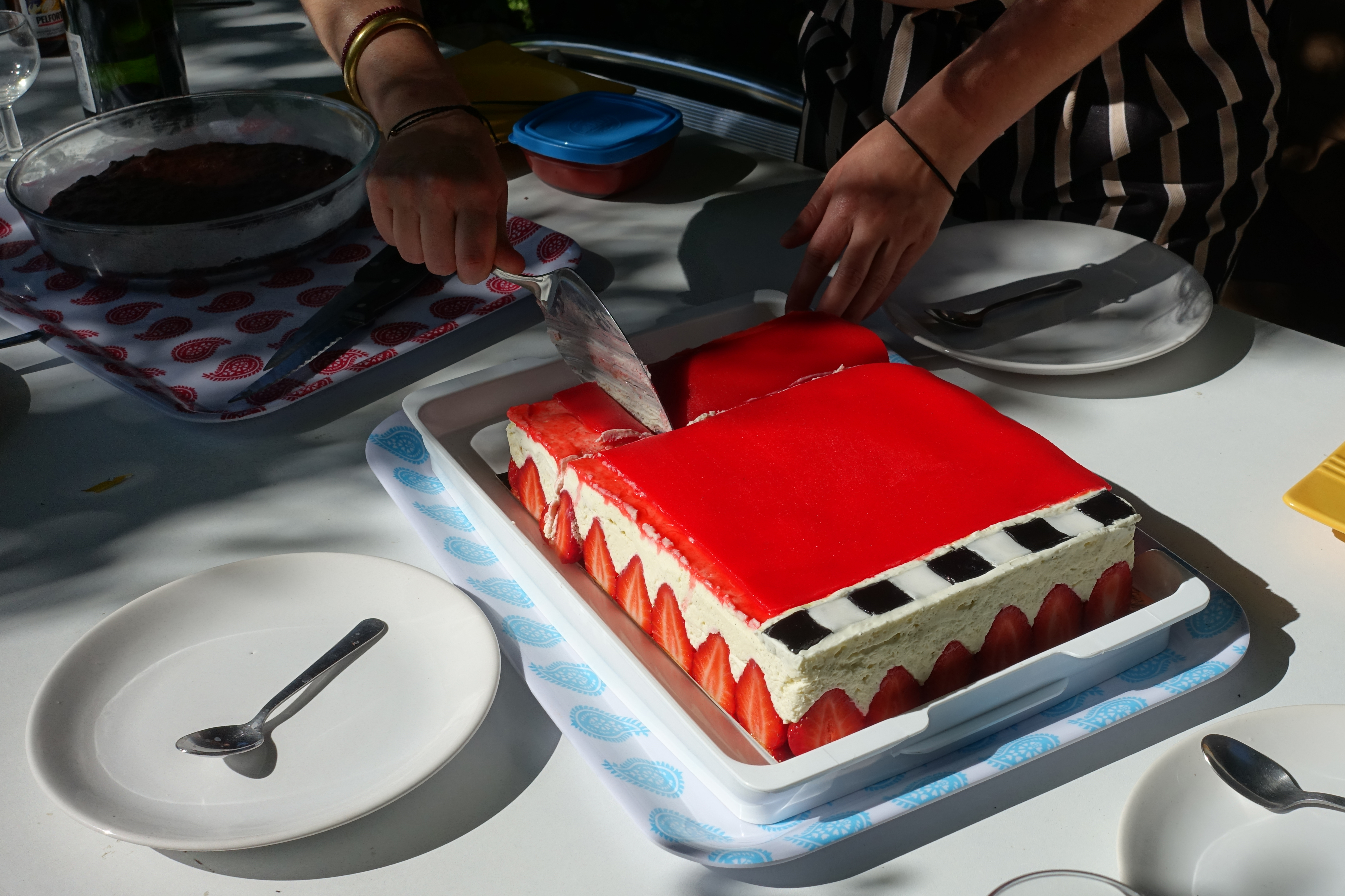
Mai 2020, réalisation Guylaine Vandekerkhove .Foto A.S.